# Rabie Yassin
Mohamed Rabie Yassin (Beni Suef, 7 settembre 1960) è un ex calciatore egiziano, di ruolo difensore.
Con la Nazionale egiziana ha partecipato ai Mondiali 1990.

## Palmarès

### Club

#### Competizioni nazionali
- Campionato egiziano: 4

Al-Ahly: 1984-1985, 1985-1986, 1986-1987, 1988-1989
- Coppa d'Egitto: 2

Al-Ahly: 1984-1985, 1988-1989

#### Competizioni internazionali
- Coppa delle Coppe d'Africa: 3

Al-Ahly: 1984, 1985, 1986
- CAF Champions League: 1

Al-Ahly: 1987
- Coppa dei Campioni afro-asiatica: 1

Al-Ahly: 1988